# Pimoa sinuosa
Espèce
Pimoa sinuosa est une espèce d'araignées aranéomorphes de la famille des Pimoidae.

## Distribution
Cette espèce est endémique du Népal. Elle se rencontre dans le district de Kaski.

## Description
Le mâle holotype mesure 8,0 mm et la femelle paratype 9,7 mm.

## Publication originale
- Hormiga, 1994 : A revision and cladistic analysis of the spider family Pimoidae (Araneoidea: Araneae). Smithsonian Contributions to Zoology, no 549, p. 1-104 (texte intégral).